# 西宮神社
34°44′8.62″N 135°20′4.48″E / 34.7357278°N 135.3345778°E
西宮神社（にしのみやじんじゃ）是位在日本兵庫縣西宮市的神社，舊社格為縣社（現神社本廳的別表神社），日本全國蛭子神系之惠比壽神社之總本社（（日語）えびす宮總本社）。

## 祭神
第一殿祭祀主祭神之惠比壽大神（西宮大神、蛭兒命）、第二殿祭祀天照大御神和大國主大神、第三殿祭祀須佐之男大神。
蛭兒命是伊弉諾岐命和伊弉諾美命最初所生的兒子，因不具人形而被放在葦舟漂流，在西宮漂着，被稱作「夷三郎殿」，奉為海神。

## 關連項目
- 阪急電鐵
- 桐生西宮神社

## 外部連結
- 西宮神社 （页面存档备份，存于）